# Eustreptospondylus
Eustreptospondylus („pěkně klenutá žebra“) byl rod poměrně velkého teropodního dinosaura, žijícího na území západní Evropy přibližně před 165 miliony let (období střední jury).

## Historie
Fosilie tohoto teropoda byly objeveny v anglickém Buckinghamshiru a Oxfordshiru již ve 40. letech 19. století (původně byl popsán jako druh rodu Megalosaurus). Podle jiných údajů však byly fosilie tohoto druhu objeveny spíše roku 1870 nebo 1871. Formálně byl typový druh E. oxoniensis popsán v roce 1964 paleontologem Alickem Walkerem.
Podobně zřejmě vypadal také teropod, žijící na území současné České republiky přibližně ve stejné době (tzv. Moravská tetanura). Ten byl popsán roku 2014 na základě identifikace jediného, již dříve objeveného fosilního zubu z lokality Švédské šance u Brna.

## Popis
Byl to po dvou chodící masožravec dlouhý přibližně 4,6 m a vážící kolem 220 kg (v případě subadultního jedince; podle jiných odhadů dosahoval dospělec délky až kolem 7 metrů). Měl poměrně velkou odlehčenou lebku, čelisti plné ostrých zubů, krátké tříprsté přední končetiny a dlouhé zadní nohy nesoucí celou váhu těla. Jeho potravu tvořili především býložraví dinosauři (např. mladí či nemocní cetiosauři, stegosauři ad.).
Dnes zastávají někteří paleontologové (např. německý badatel Oliver Rauhut) názor, že Eustreptospondylus je ve skutečnosti identický s rodem Magnosaurus.

## V populární kultuře
Tento dinosaurus se objevil také v populárním trikovém dokumentu BBC Putování s dinosaury, kde představoval predátora, žijícího při pobřeží tehdejšího "západoevropského" moře.

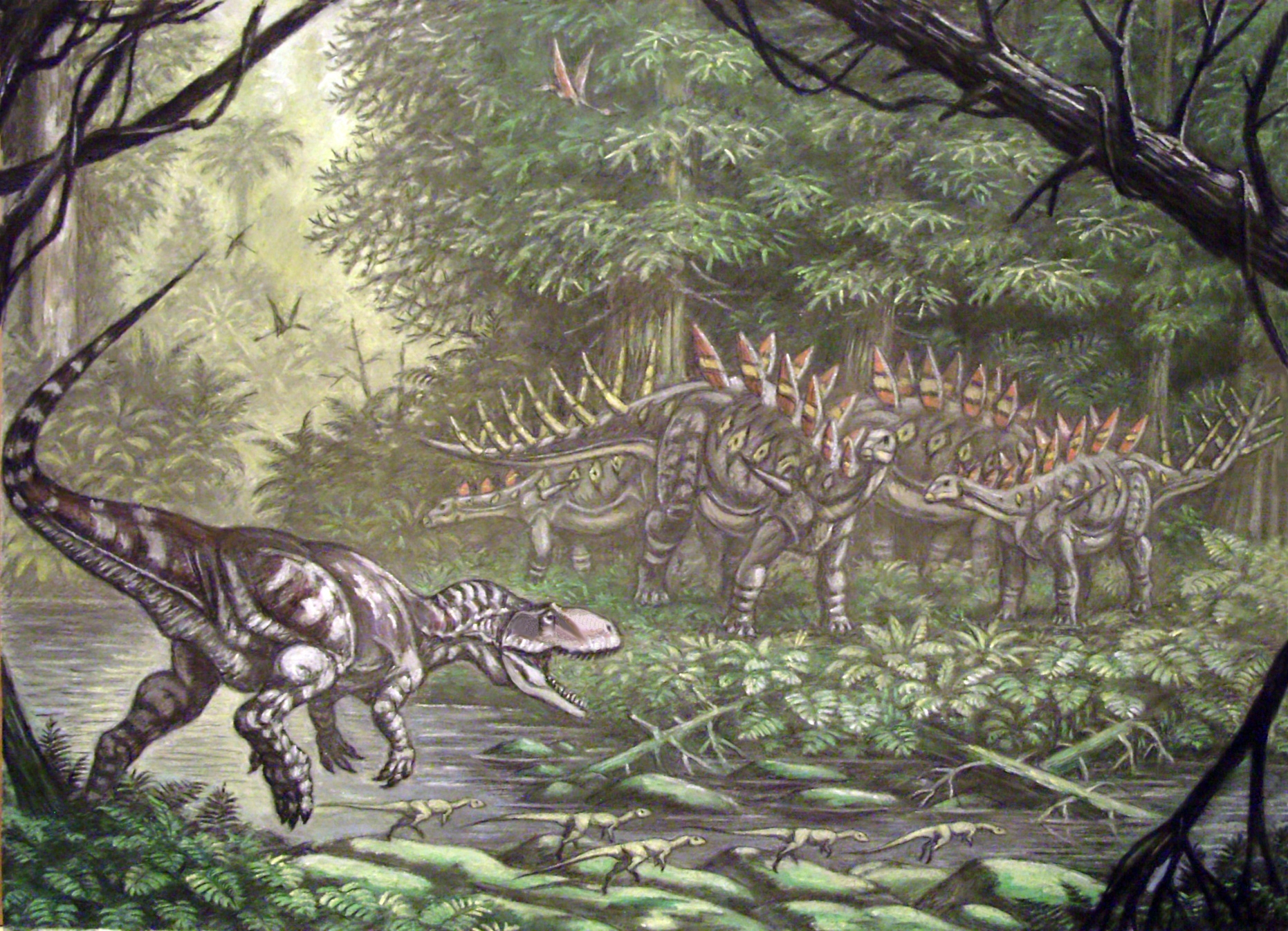
Eustreptospondylus útočící na stegosauridy rodu Lexovisaurus.